# Manuel Rafael Rivero
Manuel Rafael de la Santísima Trinidad Rivero Perrimond (Caracas, 23 de octubre de 1921-Ib., 10 de septiembre de 2008) fue un abogado, historiador, político y diplomático venezolano. Contralor General de la República (1979-1984); presidió el Consejo Supremo Electoral (1967-1970); fue embajador de Venezuela ante la Comunidad Económica Europea y ante la República Francesa.

## Biografía
Sus padres fueron Manuel Rafael Rivero Gallegos y Trina Perrimond Campo, tuvo un hermano de nombre Carlos Alberto. Estuvo casado con Alicia Sanabria Sánchez desde 1948 hasta la muerte de ella en 2005. Tuvieron dos hijos.  Realizó sus estudios de primaria en el Colegio San Ignacio de Loyola de Caracas, secundaria en el Colegio La Salle y se graduó como Doctor en Ciencias Políticas (derecho) en la Universidad Central de Venezuela en 1948. Fue simpatizante del gobierno de Isaías Medina Angarita. Durante la década militar (1948-1958) se dedicó a la actividad particular. Al retorno de la democracia en 1958 fungió como director general del Ministerio de Comunicaciones de la Junta de Gobierno, siendo el ministro Oscar Machado Zuloaga. Tuvo este mismo cargo en la cancillería venezolana. 
Rivero fue presidente de la Junta Electoral del Distrito Federal (Caracas) para las elecciones de diciembre de 1958. En septiembre de 1967 asumió como presidente del Consejo Supremo Electoral, teniendo la tarea, al año siguiente, de proclamar a Rafael Caldera presidente electo, siendo la primera vez en la historia venezolana que un partido en el gobierno entregaba el poder al candidato de la oposición. Fue embajador ante la Comunidad Económica Europea y durante el primer gobierno de Carlos Andrés Pérez, embajador en Francia (1976-1979). El 12 de julio de 1979 asumió como Contralor General de la República hasta el 2 de abril de 1984, abarcando así la casi totalidad del quinquenio del presidente Luis Herrera Campíns.
Además de su labor política, Rivero escribió diversos libros de historia, es autor de una semblanza biográfica sobre su amigo Oscar Machado Zuloaga y del ensayo «Los alojamientos parisinos del Libertador», publicado en la obra colectiva Bolívar en Francia (1984), como parte de las celebraciones del bicentenario del nacimiento de Simón Bolívar. También participó en la antología publicada por el fondo editorial de la Contraloría General: Defensa y enseñanza de la historia patria en Venezuela (1998). Condujo el programa de televisión «Hablemos Claro» (CVTV) y la serie documental «Venezuela, cuatro repúblicas» (Cuadernos Lagoven, 1991).

## Obra
- La política desde mi postigo (1963)
- Lozas y porcelanas en Venezuela (1972)
- La Cuadra de Bolívar (1972)
- Camino a la mar (1980)
- Memorias y fantasÍas de algunas casas de Caracas (1980)
- 11, Rue Copernic: crónica parisina (1982)
- El control fiscal en el Estado moderno (1982)
- Hilachas de historia patria (1983)
- La moral del funcionario público (1983)
- La conservación y el mantenimiento: santo y seña para una definición del venezolano (1985)
- Plana para calcar: José Manuel Sánchez y su lección venezolana (1987)
- La República en Venezuela, pasión y desencanto (1988)
- Tras las gracias del rey: un criollo en la corte de Carlos IV (1996)
- Tiempo de agravios: los estertores del caudillismo (2005)